# Geolycosa disposita
Geolycosa disposita este o specie de păianjeni din genul Geolycosa, familia Lycosidae, descrisă de Roewer, 1960.
Este endemică în Angola. Conform Catalogue of Life specia Geolycosa disposita nu are subspecii cunoscute.